# الكلية الأمريكية لجراحة الكاحل والقدم
إن الكلية الأمريكية لجراحة الكاحل والقدم (ACFAS) هي مؤسسة طبية مهنية تضم جراحي القدم والكاحل في الولايات المتحدة الأمريكية.

## خلفية تاريخية
تعد الكلية الأمريكية لجراحة الكاحل والقدم مؤسسة طبية مهنية تضم ما يزيد عن 6000 من جراحي القدم والكاحل الأمريكيين والتي تشكلت في عام 1942. وتتمثل الأهداف الأساسية للكلية في تنمية قدرات أعضائها للإلمام بأحدث التقنيات والتطورات الخاصة بالعناية الجراحية بالقدم والكاحل والشد في المناطق الأدنى من الساق. كما تعمل الكلية على تمثيل جراحي القدم والكاحل مما يعمل على الارتقاء بمعايير التعليم والمهارات الجراحية في مجال رعاية القدم والكاحل في الولايات المتحدة.
يمثل أعضاء الكلية أطباء في مجال الرعاية بالأقدام ويجب أن يكونوا من خريجي إحدى الكليات التسع المعترف بها في مجال طب رعاية الأقدام في الولايات المتحدة. وبعد التخرج، يكمل الأطباء الأعضاء في الكلية الأمريكية لجراحي الكاحل والقدم برنامجًا دراسيًا جراحيًا متكاملاً يمتد على مدار أربع سنوات. يتمتع الأعضاء الحائزون على شهادة البورد بزمالة الكلية ويتم اعتمادهم من قبل الهيئة الأمريكية لجراحة القدم (ABPS). وتعد الهيئة الأمريكية لجراحة القدم (ABPS) هي الهيئة المعتمدة لجراحي القدم من قبل اللجنة المشتركة المعنية باعتماد الهيئات المتخصصة.

## المهمة
تتمثل مهمة الكلية الأمريكية لجراحة الكاحل والقدم في تطوير المعلومات الجراحية لأعضائها والارتقاء بمستوى رعاية المرضى ممن يحتاجون رعاية جراحية للقدم أو الكاحل أو أسفل القدم.

## الإصدارات
الإصدار الرئيسي للكلية هو دورية جراحة القدم والكاحل. تقدم الكلية أيضًا موقعًا إلكترونيًّا لتوعية المرضى بحالات القدم والكاحل والوقت الأمثل للبحث عن الرعاية الطبية لدى جراح متخصص.

## وصلات خارجية
- Official website